# Marin Brînaru
Marin I. Brînaru (n. 13 martie 1929, localitatea Mazili, comuna Sutești, județul Vâlcea – d. 2006, Drăgășani, județul Vâlcea) a fost un culegător de folclor, dirijor și profesor român, membru al „Asociației folcloriștilor vâlceni”.

## Biografie
S-a născut la data de 13 martie 1929 în localitatea Mazili, comuna Sutești, județul Vâlcea.
Urmează școala primară în localitatea natală, iar între 1939-1947 studiază la liceul și seminarul teologic din Râmnicu Vâlcea.
Studiază la Conservatorul din București (1947-1948) și din Cluj (1948-1952) cu Ion D. Chirescu și Iuliu Mureșianu (teorie-solfegiu), Tudor Jarda (armonie), Sigismund Toduță (contrapunct), Antonin Ciolan și Lucian Surlașiu (dirijat), Constantin Bugeanu (istoria muzicii).
Între 1952-1954 este profesor și director la școala generală din Pleșoiu, județul Dolj, iar între 1954-1956 profesor de muzică psaltică și liniară la școala de cântăreți bisericești și seminarul teologic din Mofleni-Craiova.
Din 1956 predă la liceul industrial din Drăgășani, județul Vâlcea. Tot atunci devine și dirijor al corului casei de cultură din localitate.
Din 1969 devine membru în consiliul de conducere al Asociației folcloriștilor vâlceni, iar din 1972 membru în consiliul de conducere al Societății profesorilor de muzică din Republica Socialistă România.

## Decesul
Moare la data de 9 noiembrie 2006 la Drăgășani, județul Vâlcea, la vârsta de 77 de ani.

## Distincții
A fost onorat și distins cu medalia „Profesor Emerit”, iar în anul 2005 a fost desenat „Cetățean de onoare” al municipiului Drăgășani.

## Culegeri de folclor
- Frumos curgi Argeș la vale, prefață de L. Paceag, Pitești, CSCA, CCCP-Argeș, 1968, 220 p.
- Oltean mândru și voinic, Râmnicu Vâlcea, CJPCA-Vâlcea, CCP, 1969, 128 p.
- Sînt vîlceană de pe Olt, cuvânt înainte de Vasile Dinu, Râmnicu Vâlcea, CJÎCPMAM-Vâlcea, 1972, 176 p.
- De mic mi-a plăcut să cînt, prefață de Vasile D. Nicolescu, Râmnicu Vâlcea, CJÎCPMAM-Vâlcea, 1974, 206 p.
- Cîntece de pe Olt, Râmnicu Vâlcea, CJÎCPMAM-Vâlcea
vol. 1, cuvânt înainte de Gheorghe Deaconu, 1974, 209 p.
vol. 2, 1979, 414 p.
- Jos, pe valea Oltului, culegere de Ion Nijloveanu, CCES-Olt, CJÎCPMAM, București, Editura Muzicală, 1976, 198 p.